# Maury Lobina

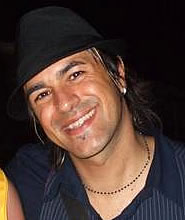
Maurizio Lobina, 2008

Maury Lobina (* 30. Oktober 1973 in Asti als Maurizio Lobina) ist ein italienischer Musikproduzent, Komponist und DJ. Er komponierte und produzierte 1998 das Lied Blue (Da Ba Dee) seiner Band Eiffel 65, welches 1999 weltweit zu den meistverkauften Singles des Jahres zählte.

## Leben
Maurizio Lobina wuchs in Asti auf und fing im Alter von fünf Jahren an klassischen Klavierunterricht zu nehmen. 1992 stieß Lobina zum Musiklabel Blisscorporation in Turin und arbeitete dort als Musikproduzent. 1998 gründete er zusammen mit seinen Arbeitskollegen Jeffrey Jey und Gabry Ponte das Danceprojekt Eiffel 65. Ein Jahr später gelang mit dem von Lobina und Jeffrey Jey komponierten Blue (Da Ba Dee) der internationale Durchbruch der Band, der er bis 2006 angehörte. 2004 verließ er Blisscorporation um sein eigenes Musikstudio zu eröffnen. Von 2006 bis 2010 bildete Lobina mit Jey die Band Bloom 06, ehe 2010 die Wiedervereinigung von Eiffel 65 erfolgte.
Im Sommer 2013 und 2014 trat Lobina im Vorprogramm von Vasco Rossi als DJ auf. 2014 veröffentlichte er zusammen mit Stefano Pain seine Debütsingle Take Me Back.

## Diskografie

### Als Maury Lobina

#### Singles
- Take Me Back (mit Stefano Pain feat. Jonny Rose) (2014)

### Als Produzent und Autor (Auswahl)

#### Alben
- Eiffel 65 – Europop (1999)
- Eiffel 65 – Contact! (2001)
- Gabry Ponte – Gabry Ponte (2002)
- Eiffel 65 – Eiffel 65 (2003)
- Bloom 06 – Crash Test 01 (2006)
- Bloom 06 – Crash Test 02 (2008)
- I Moderni – IN/CASSA (2014)

#### Remixe
- Pandora – Kitchy Kitchy (2009)
- DJ Fabry – Day after Day (2012)
- Vasco Rossi – L’uomo piú semplice (2013)